# Alessandro Cedraschi
Alessandro Cedraschi (4 agosto 1951) è un ex cestista, allenatore di pallacanestro e politico svizzero, dal 2006 presidente dei Lugano Tigers.

## Palmarès

### Giocatore
- Campionato svizzero: 3

Federale Lugano: 1975, 1976, 1977
- Coppa di Svizzera: 2

Federale Lugano: 1974, 1975